# Back for the Attack
Back for the Attack — четвёртый студийный альбом американской хард-рок-группы Dokken, выпущенный 27 октября 1987 года лейблом Elektra Records. 20 апреля 2015 года лейблом Rock Candy было выпущено переиздание.

## Об альбоме
Название альбома было взято из одноимённой песни, записанной во время сессий к альбому «Under Lock and Key». Песня позже вышла в качестве би-сайда на сингле «Dream Warriors». «Back For The Attack» добрался до 13 строчки в чарте «Billboard 200». Его продажи превзошли отметку в два миллиона копий в США и четыре миллиона копий по всему миру.
В диск вошла ремикшированая версия песни «Dream Warriors». Песня была впервые выпущена в феврале 1987 года, в качестве заглавной темы фильма «Кошмар на улице Вязов 3: Воины сна». Тремя другими синглами с альбома стали «Burning Like a Flame», «Heaven Sent» и «So Many Tears». Предпоследний достиг 79-й позиции в чарте «Billboard Hot 100» и 20-й в чарте «Mainstream Rock Tracks».
«Back For The Attack» стал последним альбомом Dokken до 1995 года.

## Список композиций
Все примечания взяты из оригинального LP.
| №  | Название                   | Автор(ы)                              | Длительность |
| -- | -------------------------- | ------------------------------------- | ------------ |
| 1. | «Kiss of Death»            | Джордж Линч, Дон Доккен, Джефф Пилсон | 5:51         |
| 2. | «Prisoner»                 | Линч, Пилсон, Мик Браун               | 4:20         |
| 3. | «Night by Night»           | Пилсон, Линч, Браун, Доккен           | 5:23         |
| 4. | «Standing in the Shadows»  | Доккен, Линч, Пилсон                  | 5:07         |
| 5. | «Heaven Sent»              | Доккен, Линч, Пилсон                  | 4:52         |
| 6. | «Mr. Scary» (инструментал) | Линч, Пилсон                          | 4:31         |

| №                   | Название               | Автор(ы)                    | Длительность |
| ------------------- | ---------------------- | --------------------------- | ------------ |
| 7.                  | «So Many Tears»        | Доккен, Линч, Пилсон        | 4:56         |
| 8.                  | «Burning Like a Flame» | Линч, Пилсон, Доккен, Браун | 4:46         |
| 9.                  | «Lost Behind the Wall» | Линч, Браун, Доккен, Пилсон | 4:19         |
| 10.                 | «Stop Fighting Love»   | Пилсон, Линч, Доккен, Браун | 4:52         |
| 11.                 | «Cry of the Gypsy»     | Доккен, Пилсон, Линч        | 4:51         |
| 12.                 | «Sleepless Night»      | Линч, Браун, Пилсон         | 4:32         |
| 13.                 | «Dream Warriors»       | Линч, Пилсон                | 4:42         |
| Общая длительность: | Общая длительность:    | Общая длительность:         | 62:55        |

| №                   | Название              | Автор(ы)            | Длительность |
| ------------------- | --------------------- | ------------------- | ------------ |
| 14.                 | «Back for the Attack» | Доккен              | 3:51         |
| Общая длительность: | Общая длительность:   | Общая длительность: | 66:47        |

## В записи участвовали
Все примечания взяты из оригинального LP.
Dokken
- Дон Доккен — ведущий вокал
- Джордж Линч — гитара
- Джефф Пилсон — бас-гитара, бэк-вокал
- Мик Браун — ударные, бэк-вокал

Производство
- Нил Кернон — продюсер, инженер
- Тоби Райт, Мэтт Фримен, Эдди Эшворт, Энди Удофф, Стив Клейн, Стэн Катаяма — помощники инженера
- Стив Томпсон, Майкл Барбьеро — микширование в Bearsville Studios, Беарсвилл, Нью-Йорк
- Боб Людвиг — мастеринг в Masterdisk, Нью-Йорк